# Gunderslevholm
Gunderslevholm er en herregård ved Suså cirka 500 m vest for landsbyen Skelby på Sydsjælland, i Gunderslev Sogn i Næstved Kommune. Gunderslevholm blev oprindeligt opført omkring år 1335 af landsdommeren Johannes Mogensen Grubbe, men blev senere jævnet med jorden. I 1729 blev Gunderslevholm genopført af Carl Adolph von Plessen. I 1803 blev Gunderslevholm solgt til Peter Johansen de Neergaard, i hvis efterslægts besiddelse Gunderslevholm fortsat er.  

## Gunderslevholms historie
Gunderslevholm blev opført omkring år 1335 af landsdommeren på Sjælland Johannes Mogensen Grubbe, men blev jævnet med jorden, efter at landsdommeren lagde sig ud med Valdemar Atterdag. 
Tæt ved blev tomten opførtes Gunderslevholm Kirke midt i landsbyen Gunderslevmagle. 
I 1729 opførte Carl Adolph von Plessen den nuværende hovedbygning og den nuværende trelængede avlsgård.
Hovedbygningen er opført i barokstil i to stokværk over en kælder og har hvidpudsede mure og valmtag. Bygningens ydre er dog undergået nogen forandring ved en ombygning i 1787, hvorved den fik et nyklassicistisk præg. Bygningens indre er fortsat præget af barokken med den regelrette rumfordeling bibeholdt. Derimod er de øvrige rum præget af ombygninger fra 1860 og den følgende tid. Parken er anlagt på en skråning, som går ned mod Susåen. Der findes flere sjældne træer i parken. I parken ligger et voldsted, der kendes fra skriftlige kilder fra midten af 1300-tallet, og som menes at tilhøre det ældste Gunderslevholm. I 1803 blev Gunderslevholm solgt til Peter Johansen de Neergaard, i hvis efterslægts besiddelse Gunderslevholm fortsat er. 
Gunderslevholms samlede jordtilliggende omfatter 2.080 ha jord samt 276 ha sø (2025).

## Ejere af Gunderslevholm
- (1318-1325) Niels Pedersen-Nielsen
- (1325-1333) Peder Pedersen-Nielsen / Jens Pedersen-Nielsen
- (1333-1345) Johannes Mogensen Grubbe
- (1345-1370) Mogens Jens Grubbe / Esbern Rage Grubbe / Bent Byg Grubbe
- (1370-1391) Bent Byg Grubbe
- (1391-1400) Jens Grubbe
- (1400-1405) Jens Jensen Grubbe / Cecilie Grubbe gift Basse
- (1405-1410) Cecilie Grubbe gift Basse
- (1410-1458) Ove Jacobsen Lunge
- (1458-1498) Axel Lagesen Brok
- (1498-1544) Mogens Gjøe
- (1544-1558) Eskild Gjøe
- (1558-1562) Peder Oxe
- (1562-1584) Christoffer Gjøe
- (1584) Birgitte Bølle gift Gjøe
- (1584-1600) Mogens Gjøe
- (1600-1631) Christoffer Gjøe
- (1631-1640) Eiler Urne
- (1640-1647) Flemming Ulfeldt
- (1647-1665) Iver Krabbe
- (1665-1675) Karen Marsvin gift Krabbe
- (1675-1689) Tage Krabbe
- (1689-1693) Slægten Krabbe
- (1693-1699) Birgitte Reedtz gift Rodsteen
- (1699-1709) Christian Rodsteen
- (1709-1711) Hector Gottfried Masius
- (1711-1725) Frederik Masius von der Maase
- (1725-1758) Carl Adolph von Plessen
- (1758-1803) Carl Adolph von Plessen
- (1803-1835) Peter Johansen de Neergaard
- (1835-1850) Carl de Neergaard (søn)
- (1850-1921) Johan Thomas Oluf de Neergaard (brors søn)
- (1921-1938) Ferdinand Lorenz de Neergaard (søn)
- (1938-1947) Marie Henriette Dorothea Hansen gift de Neergaard
- (1947-1997) Rolf Viggo de Neergaard (fætters søn)
- (1997-2006) Rolf Viggo de Neergaard og Claus Johan Thomas de Neergaard (søn)
- (2006-2019) Claus Johan Thomas de Neergaard
- (2019-) Claus Johan Thomas de Neergaard og Christoffer Johan Thomas de Neergaard (søn)